# Apatura atacinus
Apatura atacinus är en fjärilsart som beskrevs av Hans Fruhstorfer 1913. Apatura atacinus ingår i släktet Apatura och familjen praktfjärilar. Inga underarter finns listade i Catalogue of Life.